# Beausejour (Vieux Fort)
Beausejour es una localidad de Santa Lucía que forma parte del distrito de Vieux Fort.